# Изморознь
Изморознь — опустевшая деревня в Хотынецком районе Орловской области. Входит в состав Хотимль-Кузмёнковское сельское поселение.

## Население
| 2010 |
| ---- |
| 0    |

## История
Деревня Изморозь (Измороз) упоминается в дозорной книге Карачевского уезда за 1614 год и входила в состав Хотимльского стана.

Гур Меркулов сын Сибилев принес ввозную грамоту царя Василья: в Городцком стану в половину деревни Поповской да в полселъца Подсосенья, что была та деревня и полселца в поместье за Микитою Дмитреевым сыном Исакова; а по писцовым книгам написана Юрья Пушечникова в том Микитине поместье Исакова в полудеревне Попъковой пашни и перелогу семьдесят чети, а в Михайлове поместье Исакова в жеребью деревни Попъковъской да жеребей полуселца Подсоснова 6 пашни и по книгам семънатцать чети с осминою, и обоево Микитина и Михайлова поместья Исаковых восмъдесят семь чети с осминою; а дано ему Микитино да Михайлово поместье опроче Степанова да Ондрюшина да Богдановых жеребьев Исаковых. Да ему ж дано при царе Василье другая ввозная грамота в Хотимской стан деревни Изморозно на речке на Изморозне да в жеребей селища Мокроселье, что было в поместье за Парфеном за Олферовым, а во 101-м году отделено Семену Дмитрееву сыну Опухтину, и у Семена у Опухтина то его поместье для розни по ево челобитью велено взяти; а по отделу карачевского губново старосты Офонасья Лужетцкого 101-го году в том Семенове поместье Опухтина в жеребью деревни Измороз да жеребей селища Мокроселца 8 написано пашни и перелогу сорок одна четь с осминою. 
Из дозорной книги ясно, что деревня Изморознь была известна в 7101 (1593) году.

### Известные уроженцы
- Николай Иванович Поснов — российский поэт и краевед.